# Виссон, Линн
Линн (Елена Владимировна) Ви́ссон (англ. Lynn Visson) — американская специалистка российского происхождения в области переводоведения и межкультурной коммуникации. Доктор философии в области славистики Гарвардского университета и бывшая (до 2005 года) синхронная переводчица ООН с русского и французского языков на английский. Работала переводчиком в Государственном департаменте США, преподавала русский язык и литературу в Колумбийском университете и ряде других американских вузов, а также в Москве. Исследовательница истории и культуры русского зарубежья. Выполняет переводы, преподает устный и письменный перевод и является главным редактором нью-йоркского издательства словарей и языковых учебников Hippocrene Books («Иппокрена»).

## Публикации

### По русско-английскому переводу[6][7]
- Виссон Л. Практикум-1 по синхронному переводу с русского языка на английский.
- Виссон Л. Русские проблемы в английской речи. Слова и фразы в контексте двух культур.
- Виссон Л. Синхронный перевод с русского на английский. Приемы. Навыки. Пособия. (Перевод с английского)
- Виссон Л. Практикум по синхронному переводу-2. Социально-экономическая тематика. (+ аудиоприложение MP3). 3-е издание
- Виссон Л. Слова-хамелеоны и метаморфозы в современном английском языке.
- What Mean?: Where Russians Go Wrong in English Paperback — November 8, 2013. By Lynn Visson (Author).[8]

### Исследования русского зарубежья и кулинарии
- Виссон Л. 200 блюд русского зарубежья: рецепты классической кухни.[4]
- Wedded Strangers: The Challenges of Russian-American Marriages (expanded edition: NY: Hippocrene Books, 2001[3]
- The Art of Uzbek Cooking (Hippocrene International Cookbooks) by Lynn Visson (Dec 1, 1998)[9]
- Воспоминания о семье и Гарвардском университете: интервью: Speaking of Harvard: Lynn Visson, '66. https://www.youtube.com/watch?v=pjSAhiSxTBY[10]